# Dobrão

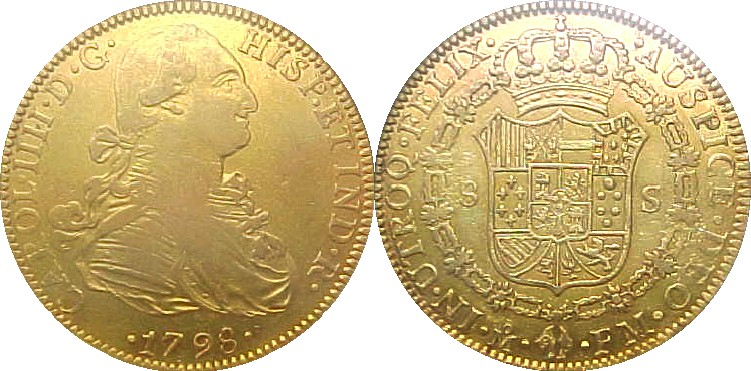
Dobrão espanhol. Moeda de ouro espanhol de 4 dobrões (8 escudos), estampada como cunhada na casa da moeda da Cidade do México em 1798. Anverso: Carol.IIII.D.G. Hisp.et Ind.R. Reverso: .in.utroq.felix. .auspice.deo.fm.

Dobrão (do espanhol doblón, ou "duplo", i.e. duplo escudo) foi uma moeda de ouro de dois escudos valendo aproximadamente $4 (quatro dólares espanhóis) ou 32 reais, pesando 6,766 gramas (0,218 onça troy) com 22 quilates de ouro.
O nome também designa uma moeda luso-brasileira que circulou durante o reinado de Dom João V (1707-1750), considerada a maior moeda de valor intrínseco já tendo circulado no mundo.

## Dobrão espanhol
Dobrões foram cunhados na Espanha e nos vice-reinos da Nova Espanha, Peru e Nova Granada (atuais Colômbia, Equador, Panamá, e Venezuela). Como o escudo espanhol se tornou a nova moeda de ouro espanhol padrão, sucedendo a anterior e mais pesada chamada de excelente (ou ducado; 3,1g vs. 3,48g de ouro), o dobrão, portanto, herdou a denominação e também foi chamado de doble excelente ou duplo ducado.

## Dobrão português
Foi cunhado inicialmente pela casa da moeda de Vila Rica de Minas Gerais entre 1724 e 1727. Pesando 53,8 gramas (quinze oitavas) de ouro, circulou principalmente em Portugal e Inglaterra. Essa moeda carregava no cunho de anverso o valor de 20.000 réis, embora seu valor real pudesse chegar a 24.000 réis (mais tarde chegou a 32.000 réis), um quarto do preço equivalente a uma escrava jovem.
Trazia na legenda as palavras latinas In Hoc Signo Vinces (com este sinal vencerás), cruz da Ordem de Cristo acantonada por quatro MM, indicação de ter sido cunhada em Minas Gerais.
Hoje, por sua raridade, estas moedas custam no mínimo 15.000 reais (4.000 euros) as datadas de 1725, 26 e 27 e chegam a 28.000 reais (7.000 euros) as de 1724. Quando em excepcional estado de conservação, esse valores saltam para 35 e 100 mil reais (9 e 26 mil euros) respectivamente (no ano de 2018, segundo numismatas brasileiros).